# العلاقات المكسيكية البوليفية
العلاقات المكسيكية البوليفية هي العلاقات الثنائية التي تجمع بين المكسيك وبوليفيا.

## مقارنة بين البلدين
هذه مقارنة عامة ومرجعية للدولتين:
| وجه المقارنة                                              | المكسيك                                                                               | بوليفيا                                          |
| --------------------------------------------------------- | ------------------------------------------------------------------------------------- | ------------------------------------------------ |
| المساحة (كم2)                                             | 1.97 مليون                                                                            | 1.10 مليون                                       |
| عدد السكان (نسمة)                                         | 130.53 مليون                                                                          | 11.05 مليون                                      |
| الكثافة السكانية (ن./كم²)                                 | 66.26                                                                                 | 10.05                                            |
| العاصمة                                                   | مدينة مكسيكو                                                                          | سوكري، لاباز                                     |
| اللغة الرسمية                                             | اللغة الإسبانية                                                                       | اللغة الإسبانية، اللغة الأيمرية، كتشوا، غوارانية |
| العملة                                                    | بيزو مكسيكي                                                                           | بوليفاريو بوليفي                                 |
| الناتج المحلي الإجمالي (بليون دولار)                      | 1.15 تريليون                                                                          | 37.51 مليار                                      |
| الناتج المحلي الإجمالي (تعادل القوة الشرائية) بليون دولار | 2.16 تريليون                                                                          | 74.58 مليار                                      |
| الناتج المحلي الإجمالي الاسمي للفرد دولار أمريكي          | 9.01 ألف                                                                              | 3.08 ألف                                         |
| الناتج المحلي الإجمالي للفرد دولار أمريكي                 | 17.32 ألف                                                                             | 6.63 ألف                                         |
| مؤشر التنمية البشرية                                      | 0.756                                                                                 | 0.662                                            |
| رمز المكالمات الدولي                                      | +52                                                                                   | +591                                             |
| رمز الإنترنت                                              | .mx                                                                                   | .bo                                              |
| المنطقة الزمنية                                           | منطقة زمنية وسطى، المنطقة الزمنية الجبلية، زمن منطقة المحيط الهادئ، منطقة زمنية شرقية | 00                                               |

## مدن متوأمة
في ما يلي قائمة باتفاقيات التوأمة بين مدن مكسيكية وبوليفية:
- ترتبط مدينة سان لويس بوتوسي مع بوتوسي باتفاقية توأمة.
- ترتبط مدينة مكسيكو مع لاباز باتفاقية توأمة منذ 1 سبتمبر 2008.[13][13][13][13]
- ترتبط إنسينادا مع لاباز باتفاقية توأمة.

## منظمات دولية مشتركة
يشترك البلدان في عضوية مجموعة من المنظمات الدولية، منها:
| علم المنظمة | اسم المنظمة                                                          | تاريخ انضمام المكسيك | تاريخ انضمام بوليفيا |
| ----------- | -------------------------------------------------------------------- | -------------------- | -------------------- |
|             | الاتحاد البريدي العالمي                                              | ?                    | ?                    |
|             | مؤسسة التنمية الدولية                                                | 24 أبريل 1961        | 21 يونيو 1961        |
|             | منظمة حظر الأسلحة الكيميائية                                         | ?                    | ?                    |
|             | منظمة التجارة العالمية                                               | 1995                 | 12 سبتمبر 1995       |
|             | الأمم المتحدة                                                        | 7 نوفمبر 1945        | 14 نوفمبر 1945       |
|             | مجموعة ريو                                                           | ?                    | ?                    |
|             | منظمة الدول الأمريكية                                                | ?                    | ?                    |
|             | ميركوسور                                                             | ?                    | ?                    |
|             | وكالة ضمان الاستثمار متعدد الأطراف                                   | 1 يوليو 2009         | 3 أكتوبر 1991        |
|             | منظمة الشرطة الجنائية الدولية                                        | ?                    | ?                    |
|             | مؤسسة التمويل الدولية                                                | 20 يوليو 1956        | 20 يوليو 1956        |
|             | الاتحاد الدولي للاتصالات                                             | 1 يوليو 1908         | 1 يونيو 1907         |
|             | البنك الدولي للإنشاء والتعمير                                        | 31 ديسمبر 1945       | 27 ديسمبر 1945       |
|             | وكالة حظر الأسلحة النووية في أمريكا اللاتينية ومنطقة البحر الكاريبي ‏ | ?                    | ?                    |
|             | يونسكو                                                               | 4 نوفمبر 1946        | 13 نوفمبر 1946       |

## وصلات خارجية
- موقع وزارة الخارجية المكسيكية
- موقع وزارة الخارجية البوليفية